# Paralobopoma viridifrons
Paralobopoma viridifrons är en insektsart som beskrevs av Nicholas David Jago 1983. Paralobopoma viridifrons ingår i släktet Paralobopoma och familjen gräshoppor. Inga underarter finns listade i Catalogue of Life.